# Liste des sites et monuments classés de la wilaya de Béchar
Cet article présente une liste des sites et monuments classés de la wilaya de Béchar, en Algérie.

## Liste
| Id     | Identification du bien                                        | Datation        | Commune    | Coordonnées    | Catégorie du classement                     | Mesures et date de protection | Date de publication au Journal Officiel | Illustration    |                       |
| ------ | ------------------------------------------------------------- | --------------- | ---------- | -------------- | ------------------------------------------- | --- | --------------------------------------- | --------------- | --------------------- |
| 08-001 | Ksar de Béni Abbès                                            | Médiévale       | Béni Abbès | à géolocaliser | Classé                                      | Classé parmi les sites et monuments historiques par arrêté du 03/11/1999, après avis favorable de la commission nationale des monuments historiques émis lors de ses réunions du 18/04/1987, du 7/03/1988, du 17/06/1990, du 30/12/1991, du 19/01/1995, du 05/03/1996, du 13/05/1997, du 24/12/1997, du 24/12/1997, et du 26/07/1998. | N° 87 du 08/12/1999                     |                 | Télécharger une image |
| 08-002 | Ksar de Kenadsa                                               | Médiévale       | Kenadsa    | à géolocaliser | Classé                                      | Classé parmi les sites et monuments historiques par arrêté du 03/11/1999, après avis favorable de la commission nationale des monuments historiques émis lors de ses réunions du 18/04/1987, du 7/03/1988, du 17/06/1990, du 30/12/1991, du 19/01/1995, du 05/03/1996, du 13/05/1997, du 24/12/1997, du 24/12/1997, et du 26/07/1998. | N° 87 du 08/12/1999                     | Image manquante | Télécharger une image |
| 08-003 | Ksar de Taghit                                                | Médiévale       | Taghit     | à géolocaliser | Classé                                      | Classé parmi les sites et monuments historiques par arrêté du 03/11/1999, après avis favorable de la commission nationale des monuments historiques émis lors de ses réunions du 18/04/1987, du 7/03/1988, du 17/06/1990, du 30/12/1991, du 19/01/1995, du 05/03/1996, du 13/05/1997, du 24/12/1997, du 24/12/1997, et du 26/07/1998. | N° 87 du 08/12/1999                     |                 | Télécharger une image |
| 08-004 | Nécropole de Djorf Torba                                      | Protohistorique | Meridja    | à géolocaliser | Classé                                      | Classé parmi les sites et monuments historiques en date du 17/12/1951, Conformément à l'article 62 de l'ordonnance N° 67-281 du 20/12/1967 | N° 07 du 23/01/1968                     | Image manquante | Télécharger une image |
| 08-005 | Centrale Electrique de Bechar                                 | Contemporaine   | Béchar     | à géolocaliser | Inscription sur l'inventaire supplémentaire | Inscrit sur l'inventaire supplémentaire Arrêté signé par le wali N° 964 du 23/04/2008 | Arrêté non pub au journal officiel      | Image manquante | Télécharger une image |
| 08-006 | Partie Située dans la ligne de Charle Maurice                 | Contemporaine   | Mougheul   | à géolocaliser | Inscription sur l'inventaire supplémentaire | Inscrit sur l'inventaire supplémentaire Arrêté signé par le wali N° 964 du 23/04/2008 | Arrêté non pub au journal officiel      | Image manquante | Télécharger une image |
| 08-007 | Site de Marhouma (gravures rupestres)                         | Préhistorique   | Tamtert    | à géolocaliser | Inscription sur l'inventaire supplémentaire | Inscrit sur l'inventaire supplémentaire Arrêté signé par le wali N° 2020 du 24/11/2007 | Arrêté non pub au journal officiel      | Image manquante | Télécharger une image |
| 08-008 | Site El Hadjra des (gravures rupestres)                       | Préhistorique   | Taghit     | à géolocaliser | Inscription sur l'inventaire supplémentaire | Inscrit sur l'inventaire supplémentaire Arrêté signé par le wali N° 2020 du 24/11/2007 | Arrêté non pub au journal officiel      | Image manquante | Télécharger une image |
| 08-009 | Site khank Tassaouir (gravures rupestres)                     | Préhistorique   | Abadla     | à géolocaliser | Inscription sur l'inventaire supplémentaire | Inscrit sur l'inventaire supplémentaire Arrêté signé par le wali N° 2020 du 24/11/2007 | Arrêté non pub au journal officiel      | Image manquante | Télécharger une image |
| 08-010 | Station de production et d'exploitation du Charbon de Kenadsa | Contemporaine   | Kenadsa    | à géolocaliser | Inscription sur l'inventaire supplémentaire | Inscrit sur l'inventaire supplémentaire Arrêté signé par le wali N° 964 du 23/04/2008 | Arrêté non pub au journal officiel      | Image manquante | Télécharger une image |
| 08-011 | Vieux Ksar Beni Ouanif                                        | Médiévale       | Beni Ounif | à géolocaliser | Inscription sur l'inventaire supplémentaire | Inscrit sur l'inventaire supplémentaire Arrêté signé par le wali N° 964 du 23/04/2008 | Arrêté non pub au journal officiel      | Image manquante | Télécharger une image |
| 08-012 | Vieux Ksar de Karzaz                                          | Médiévale       | Kerzaz     | à géolocaliser | Inscription sur l'inventaire supplémentaire | Inscrit sur l'inventaire supplémentaire Arrêté signé par le wali N° 964 du 23/04/2008 | Arrêté non pub au journal officiel      | Image manquante | Télécharger une image |
| 08-013 | Vieux Ksar de Moughel                                         | Médiévale       | Mougheul   | à géolocaliser | Inscription sur l'inventaire supplémentaire | Inscrit sur l'inventaire supplémentaire Arrêté signé par le wali N° 964 du 23/04/2008 | Arrêté non pub au journal officiel      | Image manquante | Télécharger une image |